# Lambert Schaus
Lambert Schaus (ur. 18 stycznia 1908 w Luksemburgu, zm. 10 sierpnia 1976 w Luksemburgu) – luksemburski polityk, adwokat i dyplomata, Komisarz ds. Transportu w pierwszej i drugiej komisji Waltera Hallsteina (1958–1967).